# Foundiougne (Département)

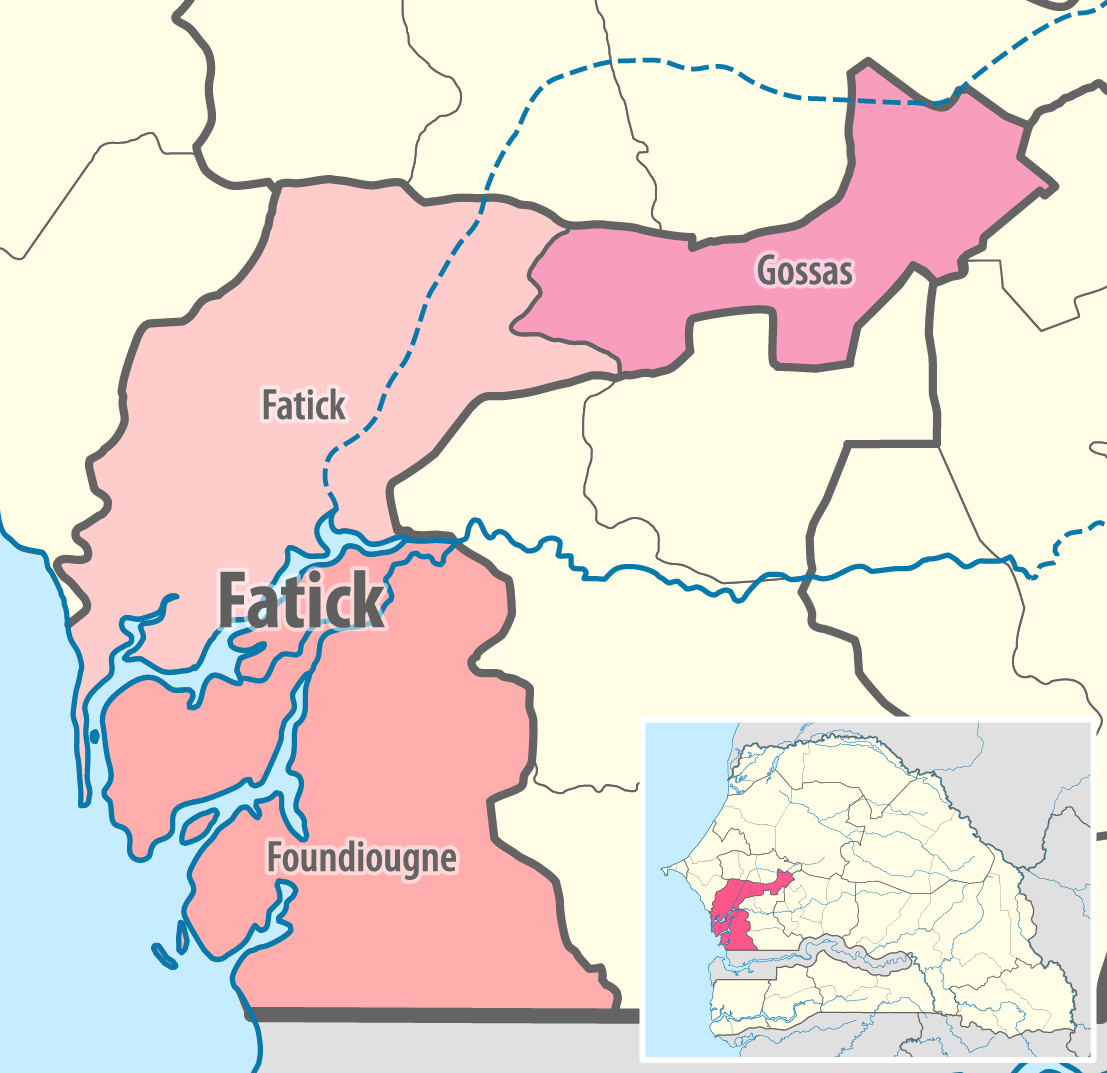
Département Foundiougne in der Region Fatick

Das Département Foundiougne mit der Hauptstadt Foundiougne ist das südliche von drei Départements des Senegal, in die die Region Fatick gegliedert ist. Es liegt im zentralen Westen Senegals und wird begrenzt von der Atlantikküste im Westen, dem Saloum im Norden und der Landesgrenze zu Gambia im Süden.

## Geographische Lage
Große Teile des Départements werden landschaftlich geprägt durch das Saloum-Delta, einer flachen Küstenzone, in der die von der Atlantikküste kilometerweit landeinwärts reichende Gezeitenströmung aus dem Unterlauf dreier Hauptströme, des Saloum, des Diombos und des Bandiala, ein weit verzweigtes amphibisches System von Bolons wie dem Jinnak Bolon und von Mangrovenwäldern geschaffen hat. Große Teile dieses Mündungsdeltas bilden ein UNESCO-Biosphärenreservat und ein in dessen Kernzone eingebettetes UNESCO-Welterbe. Die dem Delta vorgelagerten kleinen Inseln, die vor der Küste liegenden kilometerweit ins Meer reichenden Sandbänke, Untiefen und Flachwasserzonen sowie der Forêt classée de Fathala an der Grenze zu Gambia gehören auch dazu, bilden aber zusätzlich als Nationalpark Delta du Saloum den zweitgrößten Nationalpark Senegals.

## Bevölkerung
Volkszählungen ergaben für das Département jeweils folgende Einwohnerzahlen:
| Jahr | Einwohner |
| ---- | --------- |
| 1988 | 142.264   |
| 2002 | 207.047   |
| 2013 | 279.436   |
| 2023 | 375.388   |

## Gliederung
Im Jahr 2013 galt noch die Gliederung in Arrondissements, Kommunen (Communes) und Landgemeinden (Communautés rurales) bei einer Fläche von 2.959 km².
Nach dem Stand von 2021 gab es eine Unterteilung des Départements in drei Arrondissements mit 15 nachgeordneten Gemeinden (Communes). Ferner gab es außerhalb der Arrondissements zwei weitere städtische Kommunen. Das Département hatte 2023 eine Fläche von 2.879 km².
| Teilgebiet                   | Fläche km² | Einwohner 2013 | Einwohner 2023 |
| ---------------------------- | ---------- | -------------- | -------------- |
| ohne Arrondissement          | 19,075     | 21.567         | 29.348         |
| Foundiougne                  | 11,600     | 6.822          | 8.924          |
| Sokone                       | 7,475      | 14.745         | 20.424         |
| Arrondissement de Toubacouta | 1490,526   | 132.254        | 191.141        |
| Keur Saloum Diané            | 247,100    | 26.715         | 37.793         |
| Keur Samba Guèye             | 247,700    | 23.523         | 36.418         |
| Toubacouta                   | 729,600    | 34.957         | 43.592         |
| Nioro Alassane Tall          | 261,000    | 32.435         | 46.366         |
| Karang Poste                 | 5,126      | 14.624         | 26.972         |
| Arrondissement de Djilor     | 828,068    | 96.747         | 119.946        |
| Diossong                     | 168,500    | 23.361         | 26.984         |
| Djilor                       | 386,900    | 19.732         | 22.876         |
| Soum                         | 2,008      | 5.044          | 6.159          |
| Niassène                     | 88,620     | 16.315         | 20.905         |
| Diagane Barka                | 83,390     | 9.763          | 12.987         |
| Mbam                         | 87,100     | 9.961          | 11.713         |
| Passy                        | 11,550     | 12.571         | 18.322         |
| Arrondissement de Niodior    | 541,000    | 28.870         | 34.953         |
| Bassoul                      | 177,900    | 8.947          | 11.946         |
| Dionewar                     | 170,700    | 11.274         | 12.589         |
| Djirnda                      | 192,400    | 8.649          | 10.418         |
| Département zusammen         | 2878,669   | 279.438        | 375.388        |